# Geografia Martyniki

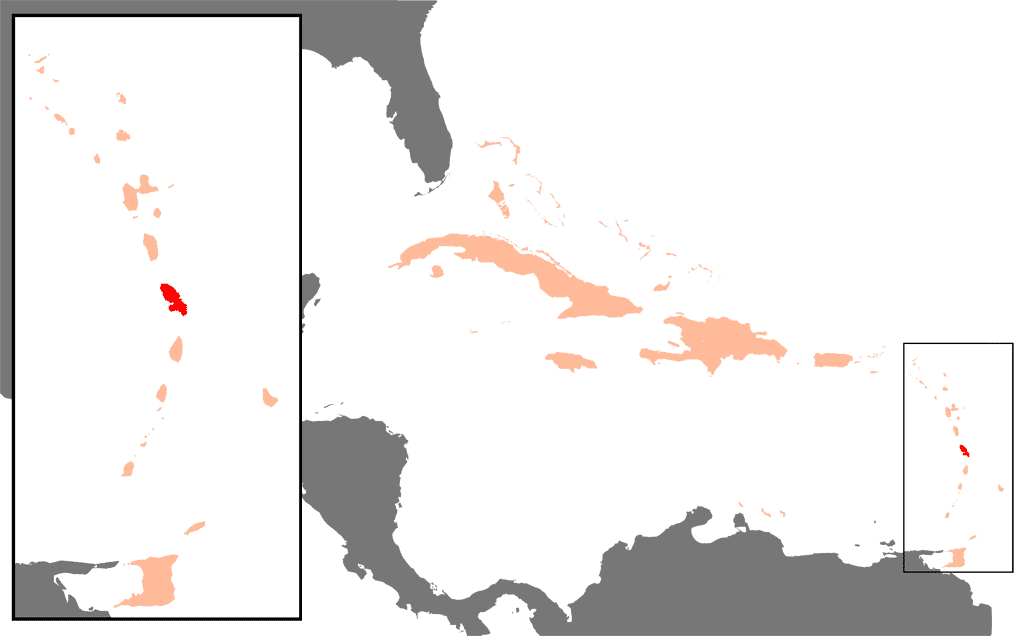
Położenie wyspy

Martynika jest wyspiarskim terytorium zamorskim Francji, leżącym w Ameryce Środkowej, w archipelagu Małych Antyli (Wyspy Nawietrzne). Ta niewielka wyspa odkryta przez Krzysztofa Kolumba w 1493 roku cechuje się górskim krajobrazem i tropikalnym klimatem.

## Powierzchnia, skrajne punkty i granice
Powierzchnia – 1102 km²

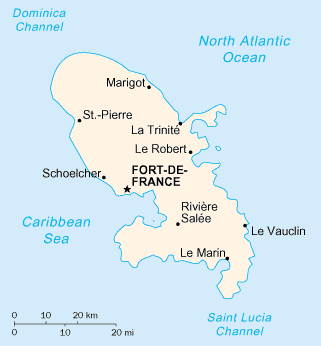
Mapa Martyniki

Skrajne punkty: północny 14°53′N, południowy 14°22′N, zachodni 61°48′W, wschodni 60°48′W. Rozciągłość południkowa wynosi 55 km, a równoleżnikowa 48 km.
Martynika poprzez wody terytorialne Cieśniny Martyniki graniczy od północy z Dominiką, a od południa przez Kanał Saint Lucia z Saint Lucia.

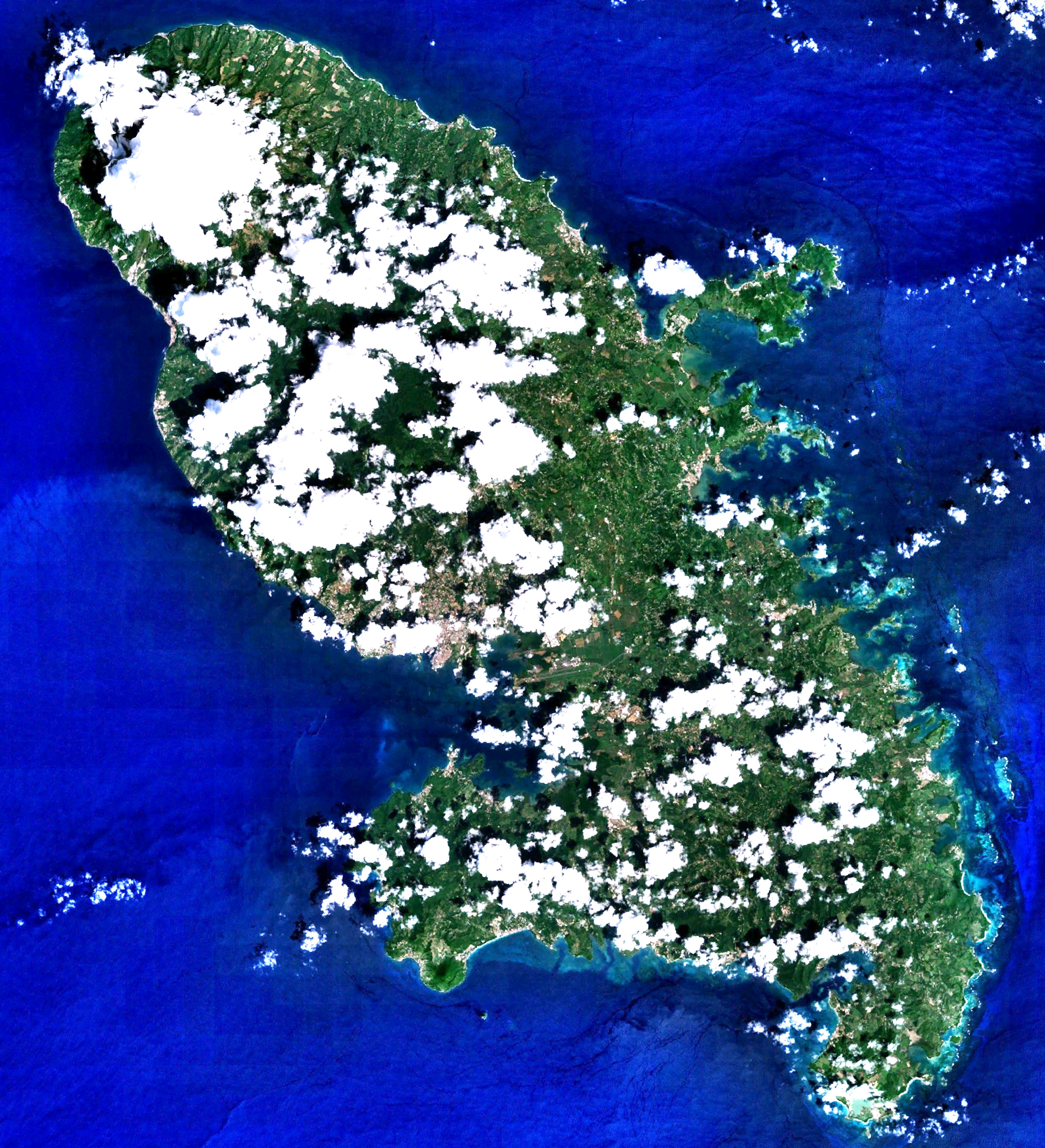
Zdjęcie satelitarne wyspy

Linia brzegowa – 290 km

## Ukształtowanie poziome
Na Martynikę składa się jedna wyspa, leżąca pomiędzy Morzem Karaibskim a Oceanem Atlantyckim. Wyspa cechuje się dobrze rozwiniętą linią brzegową, gdzie występuje ogromna liczba zatok. Występują zarówno małe, jak i duże zatoki, które różnią się stopniem łagodności. Największą jest Fort-de-France i Galion. Wyspa posiada dużą liczbę półwyspów, do których zalicza się m.in. Caravelle. Wybrzeże jest przeważnie skaliste, związane w rzeźbą całej wyspy, w wielu miejscach występują klify. Wybrzeże cechują także niewielkie odcinki plaż, często wkomponowanych w wybrzeże klifowe.

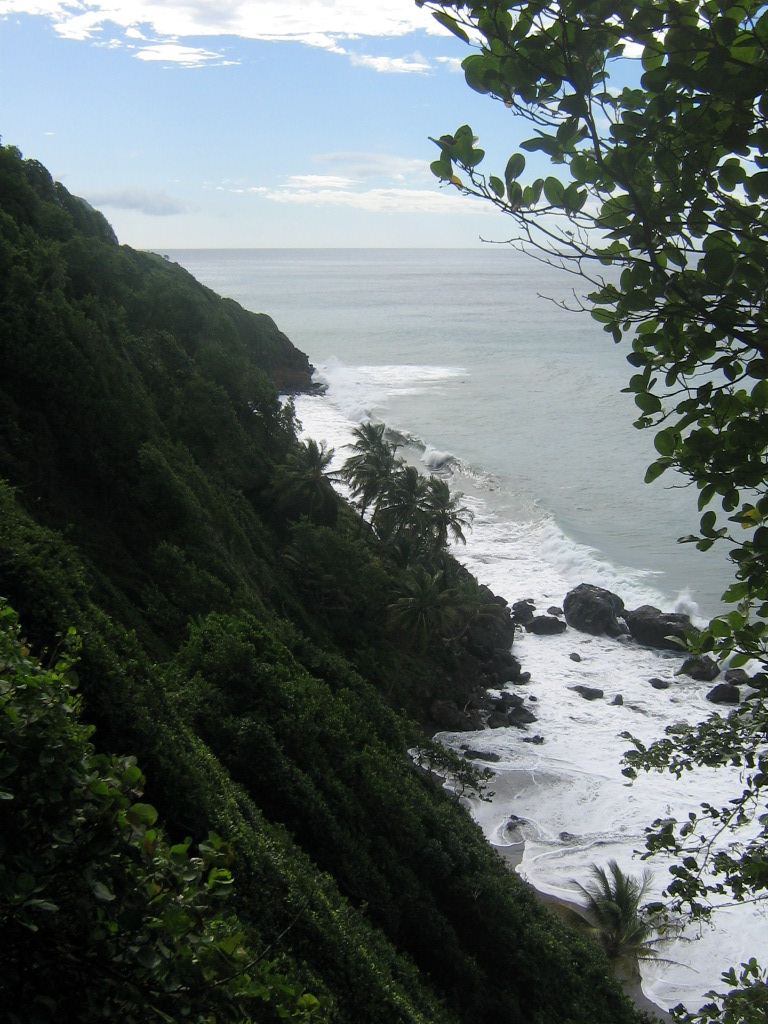
Wybrzeże Martyniki

## Budowa geologiczna i rzeźba
Martynika leży na antylskim łuku wulkanicznym i jest wyspą pochodzenia wulkanicznego. Wyspę budują wyłącznie skały wylewne. W południowej części wyspy znajduje się trzeciorzędowy kompleks skał pochodzenia wulkanicznego, a w północnej podłoże budują skały czwartorzędowe, gdzie uformowały się wulkany. Jedynie w środkowej części wyspy leży niewielki obszar, gdzie znajdują się wapienne osady pochodzące z miocenu. Wyspa jest aktywna wulkanicznie i sejsmicznie.
Martynika to wyspa wyżynno-górzysta i należy do śródziemnomorza amerykańskiego. Obszar wyspy urozmaicają liczne wzniesienia, gdzie największe wulkaniczne masywy znajdują się w północnej części Martyniki. Tam też wznosi się najwyższy szczyt wyspy – czynny wulkan Montagne Pelée o wysokości 1397 m n.p.m. Obszary nizinne zajmują niewielką część wyspy, bo 30% jej powierzchni. Niziny skupiają się w centralnej części wyspy, a także występują w wąskim pasie nadbrzeżnym.

## Klimat
Martynika leży w strefie klimatu równikowego, wybitnie wilgotnego. Wpływ na klimat mają północno-wschodnie pasaty i ciepłe prądy morskie, oraz poziom nasłonecznienia.

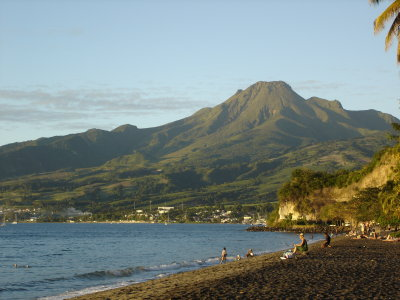
Mont Pelée

Temperatury są wysokie, typowe dla klimatu równikowego. Średnia roczna wynosi około 26 °C. W półroczu zimowym średnie temperatury wynoszą 24 °C, a latem 28 °C. Dobowe wahania są niewielkie, a na wyspie nie odnotowuje się temperatur ekstremalnych, które łagodzone są przez wiatry. Maksymalne wartości w ciągu dnia sięga 30–33 °C.
Opady są obfite, typowe dla obszarów równikowych. Największe ilości występują po stronie zawietrznej, gdzie średnia roczna opadowa wynosi 3000 mm, czasami dochodząc do nawet 5000 mm. Najmniejsze opady występują po stronie zawietrznej, czyli w południowej i w południowo-zachodniej części wyspy. Średnia roczna wynosi około 1500 mm. W półroczu zimowym występuje pora sucha, ale okres ten także nacechowany jest opadami. Największe opady występują w półroczu letnim. Region cechuje się wysoką wilgotnością powietrza. Martynika leży na trasie cyklonów tropikalnych.

## Wody
Martynika posiada gęstą sieć krótkich rzek, które spływają ze zboczy górskich do Morza Karaibskiego i Atlantyku. Rzeki są zasobne w wodę i cechują się występowaniem bystrzy i wodospadów. Najważniejsze rzeki to: Lorrain i Lézarde.

## Gleby
Martynika należy do karaibskiej krainy glebowej. Powszechnymi formacjami są czerwone gleby ferralitowe.

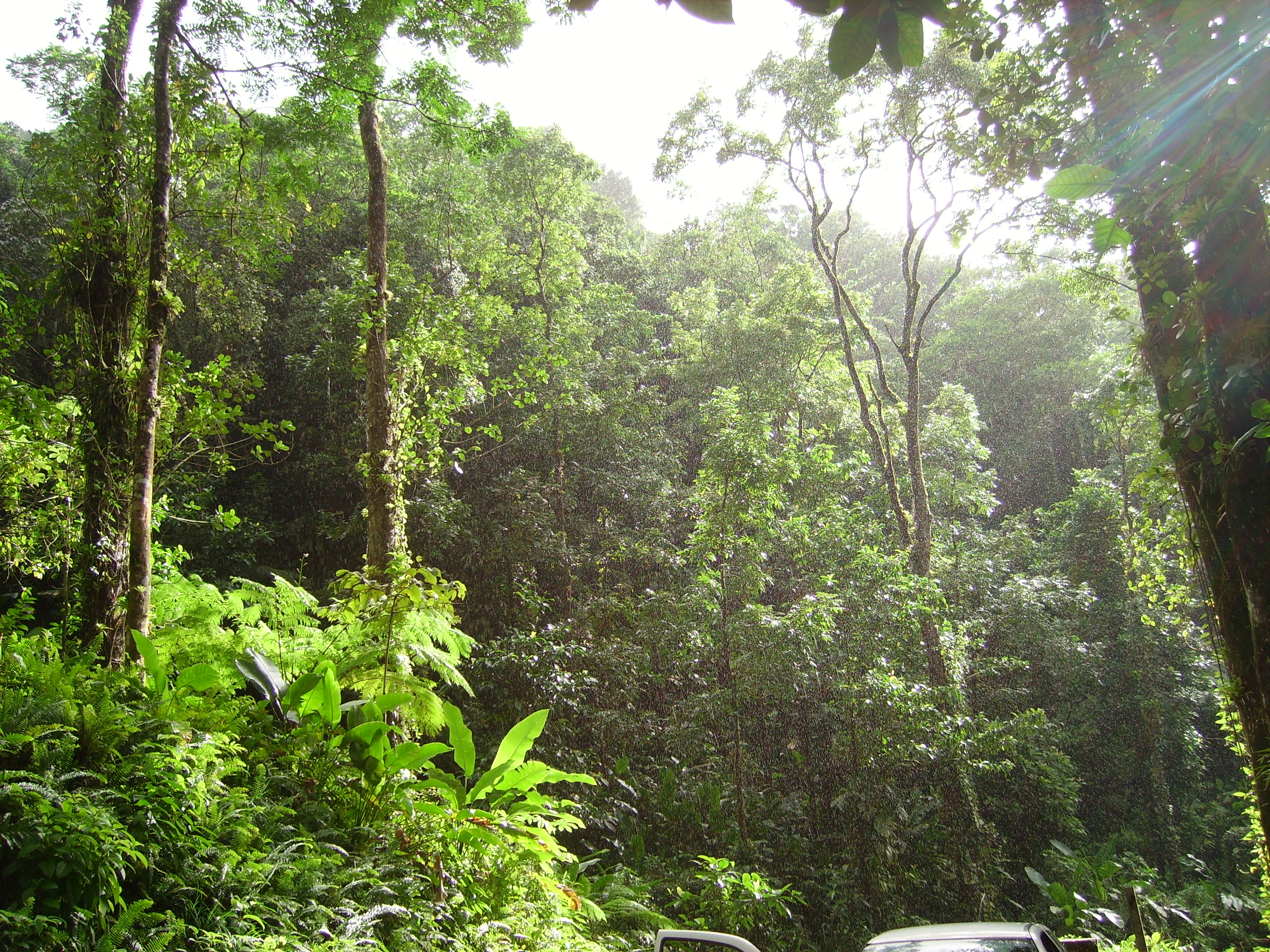
Las tropikalny na Martynice

## Flora i fauna
Szata roślinna została w dużym stopniu zdegradowana. Duże połacie wyspy zajmują tereny rolnicze i obszary miejskie. Lasy zajmują jedną czwartą powierzchni wyspy. Naturalną formacją roślinną wyspy są tropikalne lasy wiecznie zielone, gdzie występują gatunki drzew częściowo tracące liście w okresie najmniejszych opadów. Liczne są także palmy. Wokół wyspy rosną rafy koralowe.
Świat zwierząt reprezentują zwierzęta antylskiej krainy neotropikalnej. Brak dużych ssaków, w lasach żyją małpy, gryzonie i wiele innych gatunków zwierząt. Liczne są także gady, owady i ptactwo. Wody przybrzeżne obfitują w wiele gatunków zwierząt morskich, jak skorupiaki czy też ryby.